# Körunda Golf- och konferenshotell

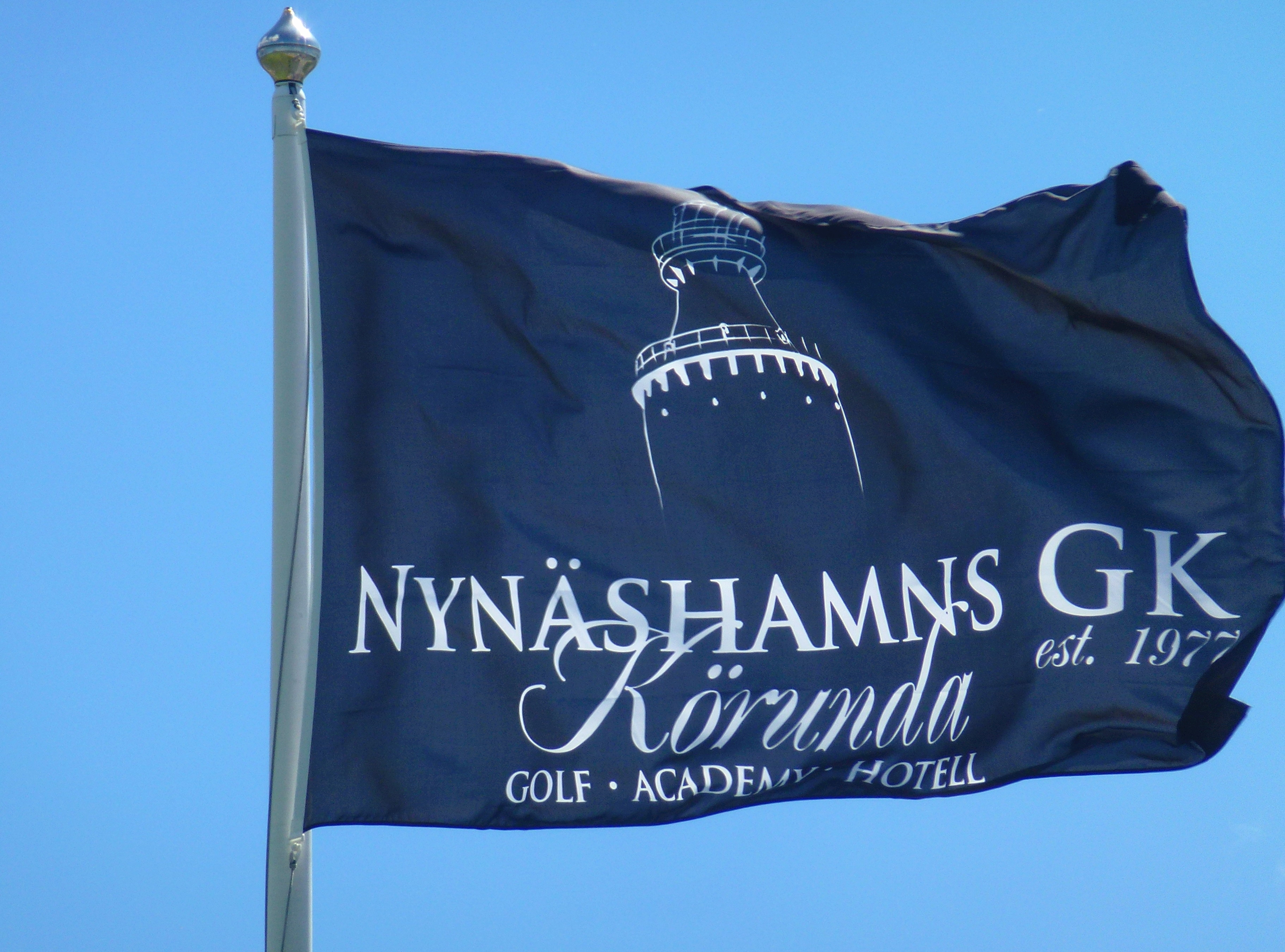
Nynäshamns Golfklubb, flagga.

Körunda Golf- och konferenshotell är ett hotell strax norr om Ösmo vid sjön Muskan på Södertörn söder om Stockholm. Hotellet ligger nära Körunda herrgård och intill Nynäshamns Golfklubb. Järnåldershuset Körunda ligger nära golfbanan. 
Hotellets främsta verksamheter är konferenser och golf- och weekendupplevelser.

## Historia

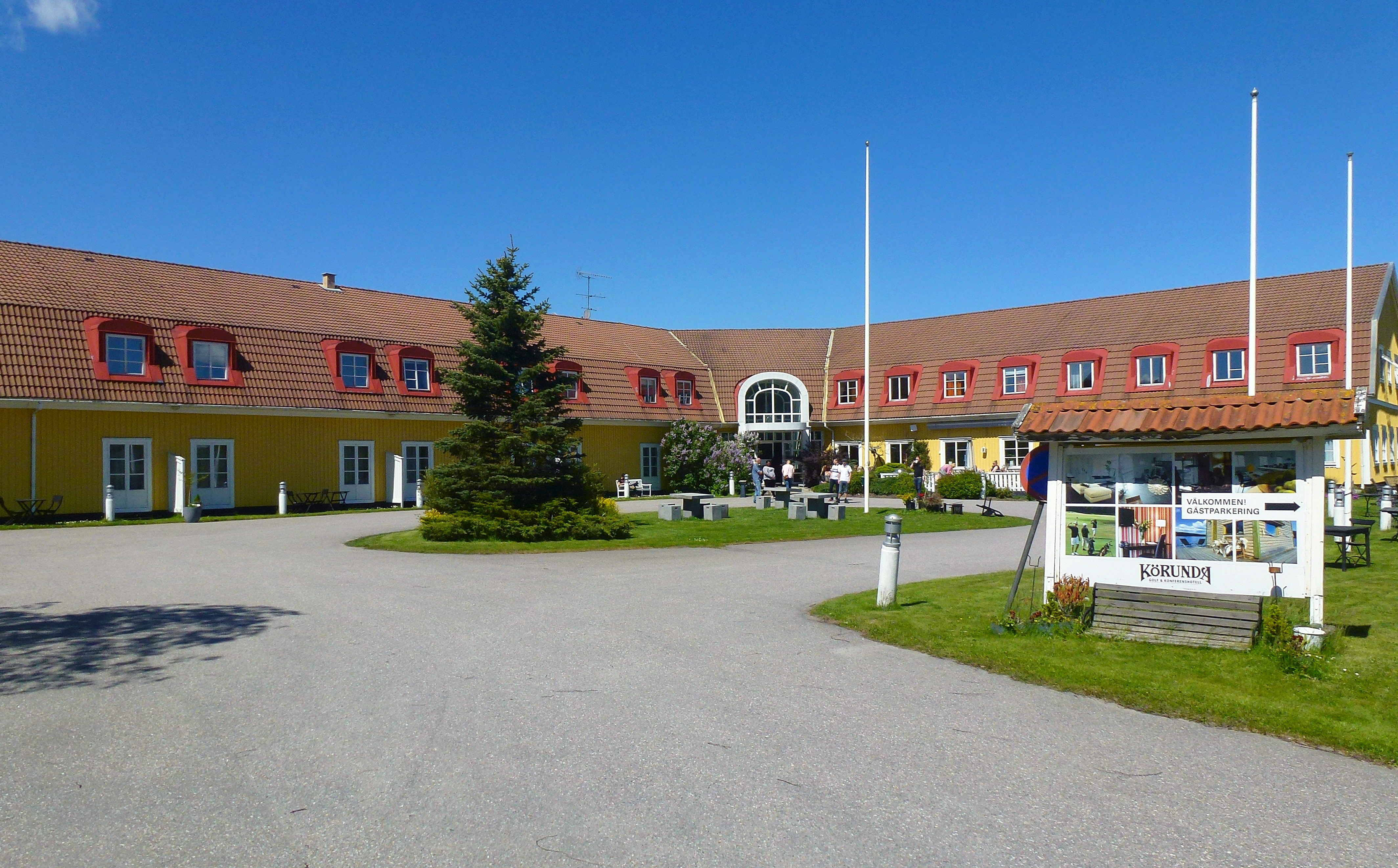
Körunda Golf- och konferenshotell.

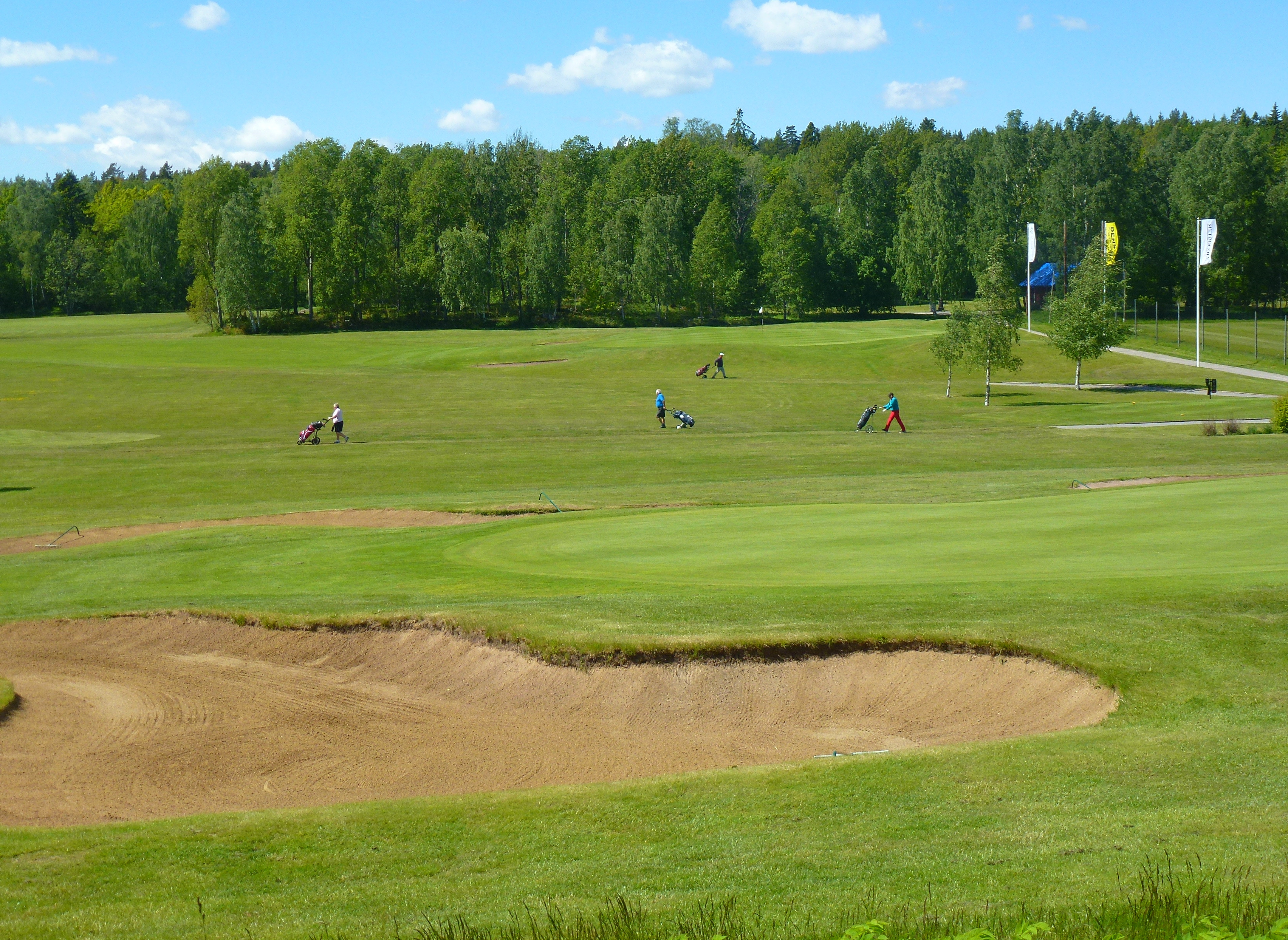
Golfbanan, juni 2015.

Hotellet byggdes 1986 intill Nynäshamns Golfklubb som etablerades 1977. Våren 1987 inleddes konferensverksamheten. Hotellbyggnaden är byggd i en modern herrgårdsstil med skandinavisk design. Idag finns 51 hotellrum och 10 konferenslokaler samt en restaurang med en matsal för 120 personer. I Nynäshamns Golfklubbs klubbhus finns även Bakfickan som drivs av Körunda Golf- och konferenshotell. 2011 invigdes en ny relaxavdelning med jacuzzi, ångbastu, isdusch och lounge.
Hotellet var nominerat som en av fyra anläggningar i kategorin Sveriges bästa golfhotell vid World Golf Awards 2018, en kategori som vanns av Ekerum Resort Öland.

## Kuriosa
Körunda har gjort sig känt för att en vistelse där ofta varit andra- eller tredjepris i tv-programmet Jeopardy!.